# 胡具体
胡具体（？—？），直隶容城人，是一名清朝政治人物。
胡具体曾于1744年接替汤延凤任南汇县知县一职，1745年由王镐接任。1748年又接替潘涵再任同职，1751年由陈焱接替。